# Урядовий уповноважений з питань етнонаціональної політики
Урядовий уповноважений з питань етнонаціональної політики — посадова особа, на яку покладено повноваження щодо забезпечення взаємодії Кабінету Міністрів України з органами виконавчої влади та інститутами громадянського суспільства з метою забезпечення захисту прав національних меншин і корінних народів, збереження міжнаціональної єдності та злагоди в українському суспільстві. Посада введена 4 червня 2014 р..
До компетенції Урядового уповноваженого належить:
- вивчення стану та тенденцій розвитку міжнаціональних відносин, державної етнонаціональної політики, в тому числі забезпечення захисту прав національних меншин і корінних народів;
- розроблення і подання Кабінетові Міністрів України:
  - пропозицій щодо вдосконалення державної етнонаціональної політики, зокрема з питань захисту прав національних меншин і корінних народів, а також щодо запобігання міжнаціональним конфліктам, проявам дискримінації за расовою, етнічною, мовною та релігійною ознаками;
  - пропозицій щодо удосконалення роботи органів виконавчої влади із запобігання на ранніх стадіях переростанню міжнаціональної напруженості у конфліктну стадію;
  - інформаційно-аналітичних матеріалів з питань державної етнонаціональної політики, стану міжнаціональних відносин, захисту прав національних меншин і корінних народів, а також пропозицій щодо усунення недоліків у відповідних сферах;
  - пропозицій щодо налагодження міжнародної співпраці з організаціями, які реалізують міжнародні програми в етнонаціональній сфері;
- забезпечення взаємодії Кабінету Міністрів України з органами виконавчої влади та інститутами громадянського суспільства, в тому числі на тимчасово окупованій території України, з метою забезпечення захисту етнонаціональних прав громадян України всіх національностей, гармонізації міжнаціональних відносин, збереження та розвитку етнічної, культурної, мовної та релігійної самобутності етнонаціональних спільнот, а також збереження міжнаціональної єдності та злагоди в українському суспільстві;
- інформаційно-аналітичне сприяння діяльності органів виконавчої влади щодо виконання міжнародних зобов'язань України у сфері етнонаціональної політики, захисту прав національних меншин і корінних народів;
- сприяння розвитку міжнародної співпраці з питань захисту прав національних меншин і корінних народів;
- інформування Мінкультури про виявлені факти, що свідчать про порушення прав національних меншин і корінних народів;
- вивчення фактів та обставин, що спричинили напруження у міжнаціональних відносинах, порушення прав національних меншин і корінних народів;
- участь у розробленні проектів законів, інших нормативно-правових актів, у тому числі державних програм в етнонаціональній сфері та заходів щодо захисту та реалізації прав національних меншин і корінних народів, збереження та розвитку їх національної самобутності;
- вжиття заходів до формування толерантності, збереження міжнаціональної єдності та злагоди в українському суспільстві, запобігання розпалюванню міжнаціональної, расової чи релігійної ворожнечі, ксенофобії, а також проявам дискримінації, нетерпимого ставлення до етнонаціональних спільнот та їх представників;
- інформування громадськості в Україні та за її межами про свою діяльність.

З 18 червня 2014 р. цю посаду займає Друзенко Геннадій Володимирович.
Посада була ліквідована Постановою КМУ "Деякі питання Секретаріату Кабінету Міністрів України" від 15.04.2015 № 213 (http://zakon0.rada.gov.ua/laws/show/213-2015-п).